# ريكاردو بيتيس
ريكاردو بيتيس (بالإيطالية: Riccardo Pittis)‏ مواليد 1968، هو لاعب كرة سلة إيطالي سابق. يبلغ طوله 2.03 متر. مثل منتخب إيطاليا لكرة السلة وفاز معه بفضيتين في بطولة أمم أوروبا لكرة السلة الأولى في 1991 والثانية في 1997. لعب مع فريق أولمبيا ميلانو.

## الميداليات
| الميدالية | المسابقة                         |
| --------- | -------------------------------- |
| فضية      | بطولة أمم أوروبا لكرة السلة 1991 |
| فضية      | بطولة أمم أوروبا لكرة السلة 1997 |

## روابط خارجية
- ريكاردو بيتيس على موقع الاتحاد الدولي لكرة السلة (الإنجليزية)
- ريكاردو بيتيس على موقع الدوري الأوروبي لكرة السلة (الإنجليزية)
- ريكاردو بيتيس على موقع كرة السلة الأوروبية.كوم (الإنجليزية)
- ريكاردو بيتيس على موقع ريلجم (الإنجليزية)
- ريكاردو بيتيس على موقع بروبوليرز (الإنجليزية)
- ريكاردو بيتيس على موقع سبورتس رفرنس (الإنجليزية)